# Alexander Larsson (fotbollsspelare)
Per Alexander Ove Larsson, född 14 januari 2004, är en svensk fotbollsspelare som spelar för Ljungskile SK.

## Klubblagskarriär
Alexander Larssons moderklubb är Selånger FK i Sundsvall. Under uppväxten spelade han med och mot två år äldre spelare. Han A-lagsdebuterade även för klubben innan han gjorde flytten till GIF Sundsvall som 14-åring.
Efter klubbytet fick Larsson provträna med de italienska klubbarna Milan, Parma och SPAL. Han valde dock att stanna i GIF Sundsvall och efter att ha öst in mål i ungdomslagen debuterade han i Superettan som 17-åring. Debuten kom via ett inhopp i 0-1-förlusten mot Örgryte IS den 6 september 2021. Han gjorde sammanlagt fem framträdanden när GIF Sundsvall slutade på en andra plats och avancerade till Allsvenskan.
Kort efter att det allsvenska avancemanget säkrats skrev Larsson på ett treårskontrakt med GIF Sundsvall. I mars 2024 skrev han på ett tvåårskontrakt med Umeå FC. I mars 2025 skrev Larsson på ett tvåårskontrakt med Ljungskile SK.

## Landslagskarriär
Alexander Larsson har representerat Sveriges U19-landslag. Landslagsdebuten kom i en träningsmatch mot Österrike den 7 oktober 2021.

## Statistik
| Klubb              | Säsong             | Liga                | Liga    | Liga | Nationell cup | Nationell cup | Totalt  | Totalt |
| Klubb              | Säsong             | Division            | Matcher | Mål  | Matcher       | Mål           | Matcher | Mål    |
| ------------------ | ------------------ | ------------------- | ------- | ---- | ------------- | ------------- | ------- | ------ |
| Selånger FK        | 2018               | Division 5 Medelpad | 1       | 0    | 0             | 0             | 1       | 0      |
| GIF Sundsvall      | 2021               | Superettan          | 5       | 0    | 1             | 0             | 6       | 0      |
| GIF Sundsvall      | 2022               | Allsvenskan         | 13      | 0    | 2             | 0             | 15      | 0      |
| GIF Sundsvall      | 2023               | Superettan          | 7       | 0    | 4             | 0             | 11      | 0      |
| GIF Sundsvall      | Totalt             | Totalt              | 25      | 0    | 7             | 0             | 32      | 0      |
| Umeå FC            | 2024               | Ettan Norra         | 26      | 6    | 0             | 0             | 26      | 6      |
| Umeå FC Akademi    | 2024               | Division 2 Norrland | 5       | 3    | 0             | 0             | 5       | 3      |
| Ljungskile SK      | 2025               | Ettan Södra         | 1       | 0    | 0             | 0             | 1       | 0      |
| Totalt i karriären | Totalt i karriären | Totalt i karriären  | 58      | 9    | 7             | 0             | 65      | 9      |